# Regiões históricas da Suécia

Regiões históricas da Suécia

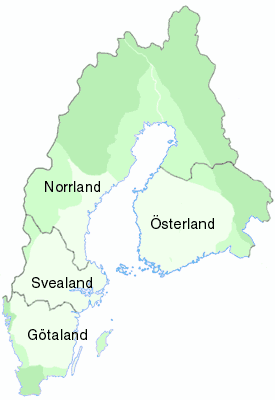
Antigas regiões históricas da Suécia e Finlândia

A Suécia está tradicionalmente dividida em 3 grandes regiões históricas (em sueco:  "landsdelar"; LITERALMENTE "partes do país"), sem função administrativa ou caráter oficial, mas usadas em variados contextos:

- A Norlândia (Norrland), agrupando as 9 províncias históricas do norte
- A Svealand (Svealand), incorporando as 6 províncias históricas do centro
- A Gotalândia (Götaland), incluindo as 10 províncias históricas do sul

| Norlândia Norrland | Svealand | Gotalândia Götaland |

## Importância atual das regiões históricas
Estas regiões não possuem funções administrativas, nem significado político, mas estão diariamente presentes nos mais variados contextos históricos, culturais, escolares, turísticos e desportivos, sendo por exemplo utilizadas nos livros escolares, nos boletins meteorológicos da televisão e da rádio suecas, assim como na elaboração de estatísticas.

## Antigas regiões históricas
Antigamente, a Suécia era dividida em 4 regiões:
- Norlândia (Suécia)
- Svealand (Suécia)
- Gotalândia (Suécia)
- Österland (Finlândia)

A Österland, na Finlândia, foi parte integrante da Suécia até 1809, ano em que foi anexada pela Rússia com o nome de Grão-ducado da Finlândia. A partir de 1917, a Finlândia tornou-se um país independente.

## Regiões históricas e províncias históricas
| Região histórica | População (2016) | Área (km²) | Número de províncias históricas | Províncias históricas                                                                                       |
| ---------------- | ---------------- | ---------- | ------------------------------- | --- |
| Gotalândia       | 4 776 001        | 97 841     | 10                              | Blekinge, Bohuslän, Dalsland, Escânia, Västergötland, Östergötland, Gotlândia, Halland, Olândia e Småland   |
| Svealand         | 4 044 083        | 91 098     | 6                               | Dalarna, Närke, Södermanland, Uppland, Värmland e Västmanland                                               |
| Norlândia        | 1 175 039        | 261 292    | 9                               | Ångermanland, Gästrikland, Hälsingland, Härjedalen, Jämtland, Lappland, Medelpad, Norrbotten e Västerbotten |